# Општина Мухика (Мичоакан)
Мухика (шп. Múgica) општина је у Мексику у савезној држави Мичоакан. Општина се налази на надморској висини од 418 м.

## Становништво
Према подацима из 2010. у општини је живело 44963 становника.

### Хронологија
| Година       | 2000                  | 2005                  | 2010                  |
| ------------ | --------------------- | --------------------- | --------------------- |
| Становништво | 42877 (21128 / 21749) | 40232 (19656 / 20576) | 44963 (22135 / 22828) |

### Попис
| \| \| м \| \| \| ж \| \| 0—2 \| 1.370 \| \| \| 1.472 \| \| 3—5 \| 1.364 \| \| \| 1.283 \| \| 6—11 \| 2.856 \| \| \| 2.908 \| \| 12—14 \| 1.531 \| \| \| 1.462 \| \| 15—17 \| 1.615 \| \| \| 1.495 \| \| 18—24 \| 2.904 \| \| \| 3.067 \| \| 60+ \| 2.057 \| \| \| 2.116 \| \| Просек : \| 27,8 \| \| \| 28,2 \| |       |  |  |       |
| |       |  |  |       |
| | м     |  |  | ж     |
| 0—2 | 1.370 |  |  | 1.472 |
| 3—5 | 1.364 |  |  | 1.283 |
| 6—11 | 2.856 |  |  | 2.908 |
| 12—14 | 1.531 |  |  | 1.462 |
| 15—17 | 1.615 |  |  | 1.495 |
| 18—24 | 2.904 |  |  | 3.067 |
| 60+ | 2.057 |  |  | 2.116 |
| Просек : | 27,8  |  |  | 28,2  |

| #   | Индикатор                                                                                        | Вредност |
| --- | ------------------------------------------------------------------------------------------------ | -------- |
| 1   | Становништво од 0 до 2 године                                                                    | 2842     |
| 2   | Мушко становништво од 0 до 2 године                                                              | 1370     |
| 3   | Женско становништво од 0 до 2 године                                                             | 1472     |
| 4   | Становништво са 3 и више година                                                                  | 41717    |
| 5   | Мушко становништво са 3 и више година                                                            | 20564    |
| 6   | Женско становништво са 3 и више година                                                           | 21153    |
| 7   | Становништво са 5 и више година                                                                  | 39912    |
| 8   | Мушко становништво са 5 и више година                                                            | 19652    |
| 9   | Женско становништво са 5 и више година                                                           | 20260    |
| 10  | Становништво са 12 и више година                                                                 | 33306    |
| 11  | Мушко становништво са 12 и више година                                                           | 16344    |
| 12  | Женско становништво са 12 и више година                                                          | 16962    |
| 13  | Становништво са 15 и више година                                                                 | 30313    |
| 14  | Мушко становништво са 15 и више година                                                           | 14813    |
| 15  | Женско становништво са 15 и више година                                                          | 15500    |
| 16  | Становништво са 18 и више година                                                                 | 27203    |
| 17  | Мушко становништво са 18 и више година                                                           | 13198    |
| 18  | Женско становништво са 18 и више година                                                          | 14005    |
| 19  | Становништво од 3 до 5 година                                                                    | 2647     |
| 20  | Мушко становништво од 3 до 5 година                                                              | 1364     |
| 21  | Женско становништво од 3 до 5 година                                                             | 1283     |
| 22  | Становништво од 6 до 11 година                                                                   | 5764     |
| 23  | Мушко становништво од 6 до 11 година                                                             | 2856     |
| 24  | Женско становништво од 6 до 11 година                                                            | 2908     |
| 25  | Становништво од 8 до 14 година                                                                   | 6909     |
| 26  | Мушко становништво од 8 до 14 година                                                             | 3422     |
| 27  | Женско становништво од 8 до 14 година                                                            | 3487     |
| 28  | Становништво од 12 до 14 година                                                                  | 2993     |
| 29  | Мушко становништво од 12 до 14 година                                                            | 1531     |
| 30  | Женско становништво од 12 до 14 година                                                           | 1462     |
| 31  | Становништво од 15 до 17 година                                                                  | 3110     |
| 32  | Мушко становништво од 15 до 17 година                                                            | 1615     |
| 33  | Женско становништво од 15 до 17 година                                                           | 1495     |
| 34  | Становништво од 18 до 24 године                                                                  | 5971     |
| 35  | Мушко становништво од 18 до 24 године                                                            | 2904     |
| 36  | Женско становништво од 18 до 24 године                                                           | 3067     |
| 37  | Женско становништво од 15 до 49 година                                                           | 11591    |
| 38  | Становништво са 60 и више година                                                                 | 4173     |
| 39  | Мушко становништво са 60 и више година                                                           | 2057     |
| 40  | Женско становништво са 60 и више година                                                          | 2116     |
| 41  | Однос између мушкараца и жена                                                                    | 96.96    |
| 42  | Становништво од нуле до 14 година                                                                | 14246    |
| 43  | Становништво од 15 до 64 године                                                                  | 27399    |
| 44  | Становништво од 65 година и више                                                                 | 2914     |
| 45  | Просечан број деце                                                                               | 2.79     |
| 46  | Становништво рођено у ентитету                                                                   | 42333    |
| 47  | Мушко становништво рођено у ентитету                                                             | 20808    |
| 48  | Женско становништво рођено у ентитету                                                            | 21525    |
| 49  | Становништво рођено у другом ентитету                                                            | 1721     |
| 50  | Мушко становништво рођено у другом ентитету                                                      | 868      |
| 51  | Женско становништво рођено у другом ентитету                                                     | 853      |
| 52  | Становништво од 5 година и више резидентно у ентитету у јуну 2005. године                        | 38586    |
| 53  | Мушко становништво старосног доба од 5 година и више, резидентно у ентитету у јуну 2005. године  | 18900    |
| 54  | Женско становништво старосног доба од 5 и више година, резидентно у ентитету у јуну 2005. године | 19686    |
| 55  | Становништво од 5 година и више које је живело у другом ентитету у јуну 2005. године             | 439      |
| 56  | Мушко становништво старије од 5 година које је живело у другом ентитету у јуну 2005. године      | 232      |
| 57  | Женско становништво старије од 5 година које је живело у другом ентитету у јуну 2005. године     | 207      |
| 58  | Становништво од 3 године и више које говори аутохтони језик                                      | 108      |
| 59  | Мушко становништво старо 3 године и више које говори аутохтони језик                             | 63       |
| 60  | Женско становништво старо 3 године и више које говори аутохтони језик                            | 45       |
| 61  | Становништво од 3 године и више које говори аутохтони језик и не говори шпански језик            | 0        |
| 62  | Мушко становништво старо 3 године и више које говори аутохтони језик и не говори шпански         | 0        |
| 63  | Женско становништво старо 3 године и више које говори аутохтони језик и не говори шпански језик  | 0        |
| 64  | Становништво старо 3 године и више које говори аутохтони језик и шпански                         | 45       |
| 65  | Мушко становништво старо 3 године и више које говори аутохтони језик и шпански                   | 29       |
| 66  | Женско становништво старо 3 године и више које говори аутохтони језик и шпански                  | 16       |
| 67  | Становништво од 5 година и више које говори аутохтони језик                                      | 105      |
| 68  | Становништво од 5 година и више које говори аутохтони језик и не говори шпански језик            | 0        |
| 69  | Становништво од 5 година и више које говори аутохтони језик и говори шпански језик               | 45       |
| 70  | Становништво у домородачким домаћинствима                                                        | 291      |
| 71  | Становништво са ограничењима у активностима                                                      | 2100     |
| 72  | Становништво са ограниченим ходањем или кретањем, горе или доле                                  | 1088     |
| 73  | Становници са ограничењима вида, чак и уз кориштење сочива                                       | 650      |
| 74  | Становништво са ограничењима говора, комуникације или конверзације                               | 171      |
| 75  | Становништво са ограниченим слухом                                                               | 164      |
| 76  | Становништво са ограничењима при одевању, купању или јелу                                        | 54       |
| 77  | Становништво са ограничењима у опажању или учењу једноставних ствари                             | 64       |
| 78  | Становништво са менталним ограничењима                                                           | 184      |
| 79  | Становништво без ограничења активности                                                           | 41977    |
| 80  | Становништво од 3 до 5 година које не похађа школу                                               | 1382     |
| 81  | Мушко становништво од 3 до 5 година које не похађа школу                                         | 715      |
| 82  | Женско становништво од 3 до 5 година које не похађа школу                                        | 667      |
| 83  | Становништво од 6 до 11 година које не похађа школу                                              | 387      |
| 84  | Мушко становништво од 6 до 11 година које не похађа школу                                        | 215      |
| 85  | Женско становништво од 6 до 11 година које не похађа школу                                       | 172      |
| 86  | Становништво од 12 до 14 година које не похађа школу                                             | 561      |
| 87  | Мушко становништво од 12 до 14 година које не похађа школу                                       | 314      |
| 88  | Женско становништво од 12 до 14 година које не похађа школу                                      | 247      |
| 89  | Становништво од 15 до 17 година похађа школу                                                     | 1565     |
| 90  | Мушко становништво од 15 до 17 година похађа школу                                               | 772      |
| 91  | Женско становништво између 15 и 17 година живота у школи                                         | 793      |
| 92  | Становништво од 18 до 24 године похађа школу                                                     | 952      |
| 93  | Мушко становништво од 18 до 24 године похађа школу                                               | 462      |
| 94  | Женско становништво од 18 до 24 године похађа школу                                              | 490      |
| 95  | Становништво од 8 до 14 година које не може да чита и пише                                       | 547      |
| 96  | Мушко становништво старосног доба од 8 до 14 година које не може да чита и пише                  | 311      |
| 97  | Женско становништво старосног доби од 8 до 14 година које не може да чита и пише                 | 236      |
| 98  | Становништво од 15 година и више које је неписмено                                               | 4184     |
| 99  | Мушко становништво од 15 година и више које је неписмено                                         | 2003     |
| 100 | Женско становништво од 15 година и више које је неписмено                                        | 2181     |
| 101 | Становништво старо 15 и више година без школовања                                                | 4947     |
| 102 | Мушко становништво старо 15 и више година без школовања                                          | 2464     |
| 103 | Женско становништво старо 15 и више година без школовања                                         | 2483     |
| 104 | Становништво старосног доба 15 и више година са непотпуним основним образовањем                  | 5365     |
| 105 | Мушко становништво старосног доба од 15 година и више са непотпуном основним образовањем         | 2657     |
| 106 | Женско становништво старосног доба 15 и више година са непотпуном основним образовањем           | 2708     |
| 107 | Становништво старо 15 и више година са комплетним основним образовањем                           | 5293     |
| 108 | Мушко становништво старо 15 година и више са комплетним основним образовањем                     | 2540     |
| 109 | Женско становништво старо 15 и више година са комплетним основним образовањем                    | 2753     |
| 110 | Становништво старосног доба 15 и више година са непотпуним средњим образовањем                   | 2077     |
| 111 | Мушко становништво старосног доба од 15 година и више са непотпуним средњим образовањем          | 1133     |
| 112 | Женско становништво старосног доба од 15 година и више са непотпуним средњим образовањем         | 944      |
| 113 | Становништво старо 15 и више година са пуним секундарном образовањем                             | 5729     |
| 114 | Мушко становништво старосног доба од 15 година и више са пуним секундарном образовањем           | 2688     |
| 115 | Женско становништво старосног доба од 15 година и више са пуним секундарном образовањем          | 3041     |
| 116 | Становништво старије од 18 година са постосновним образовањем                                    | 5762     |
| 117 | Мушко становништво старије од 18 година са постосновним образовањем                              | 2808     |
| 118 | Женско становништво старије од 18 година са постосновним образовањем                             | 2954     |
| 119 | Просечна оцена школовања                                                                         | 6.63     |
| 120 | Просечан ниво образовања мушке популације                                                        | 6.59     |
| 121 | Просечан ниво образовања женског становништва                                                    | 6.67     |
| 122 | Економски активно становништво                                                                   | 17617    |
| 123 | Економски активна мушка популација                                                               | 12629    |
| 124 | Економски активна женска популација                                                              | 4988     |
| 125 | Становништво које није економски активно                                                         | 15405    |
| 126 | Мушко становништво које није економски активно                                                   | 3534     |
| 127 | Женско становништво које није економски активно                                                  | 11871    |
| 128 | Запослено становништво                                                                           | 17288    |
| 129 | Запослено мушко становништво                                                                     | 12369    |
| 130 | Запослено женско становништво                                                                    | 4919     |
| 131 | Незапослена популација                                                                           | 329      |
| 132 | Незапослена мушка популација                                                                     | 260      |
| 133 | Незапослена женска популација                                                                    | 69       |
| 134 | Становништво без права на здравствене услуге                                                     | 24354    |
| 135 | Становништво које има право на здравствене услуге                                                | 19995    |
| 136 | Становништво које има право на ИМСС                                                              | 4054     |
| 137 | Становништво које има право на социјално осигурање                                               | 3314     |
| 138 | Становништво које има право на државно социјално осигурање                                       | 30       |
| 139 | Становништво које има право на опште осигурање или здравствено осигурање за нову генерацију      | 12157    |
| 140 | Становништво које је било једном или није било у браку током 12 година и више                    | 11225    |
| 141 | Венчано или уједињено становништво од 12 година и више                                           | 18403    |
| 142 | Становништво које је било у браку или уједињено 12 година и више                                 | 3479     |
| 143 | Становништво са католичком религијом                                                             | 38680    |
| 144 | Протестанти, еванђелисти и библијски следбеници различити од еванђелиста                         | 3699     |
| 145 | Становништво са другим религијама различитим од претходних                                       | 2        |
| 146 | Становништво без религије                                                                        | 1470     |
| 147 | Укупно пописаних домаћинства                                                                     | 10830    |
| 148 | Пописна домаћинства на челу са мушкарцима                                                        | 8060     |
| 149 | Пописна домаћинства на челу са женама                                                            | 2770     |
| 150 | Становништво у пописним домаћинствима                                                            | 44561    |
| 151 | Становништво у пописним домаћинствима на челу са мушкарцима                                      | 34356    |
| 152 | Становништво у пописним домаћинствима на челу са женама                                          | 10205    |
| 153 | Укупно домаћинстава                                                                              | 12875    |
| 154 | Укупно насељених домаћинстава                                                                    | 10957    |
| 155 | Укупно приватних кућа                                                                            | 12748    |
| 156 | Насељени приватни домови                                                                         | 10830    |
| 157 | Укупно насељених приватних кућа                                                                  | 10955    |
| 158 | Ненасељене приватне куће                                                                         | 1556     |
| 159 | Појединачна домаћинства за привремену употребу                                                   | 362      |
| 160 | Становници у насељеним приватним кућама                                                          | 44561    |
| 161 | Насељеност станара у приватним становима                                                         | 4.11     |
| 162 | Просечно становника по соби у приватним насељеним домаћинствима                                  | 1.37     |
| 163 | Појединачна домаћинства са подовима од различитих материјала од земље                            | 9290     |
| 164 | Појединачна домаћинства у приземљу                                                               | 1453     |
| 165 | Појединачна домаћинства са једном спаваћом собом                                                 | 4445     |
| 166 | Појединачна домаћинства са две спаваће собе и више                                               | 6311     |
| 167 | Појединачна домаћинства са једним собом                                                          | 1186     |
| 168 | Појединачна домаћинства са две собе                                                              | 3001     |
| 169 | Појединачна домаћинства са 3 собе и више                                                         | 6567     |
| 170 | Појединачна домаћинства која имају електрично светло                                             | 10554    |
| 171 | Појединачна домаћинства која немају електрично светло                                            | 206      |
| 172 | Појединачна домаћинства која имају водоводну воду у стамбеном простору                           | 8150     |
| 173 | Појединачна домаћинства која немају водоводну воду у стамбеном простору                          | 2587     |
| 174 | Појединачна домаћинства која имају тоалет                                                        | 9955     |
| 175 | Појединачна домаћинства која имају канализацију                                                  | 9377     |
| 176 | Појединачна домаћинства која немају канализацију                                                 | 1336     |
| 177 | Појединачна домаћинства која имају електрично светло, довод воде из јавне мреже и канализацију   | 7507     |
| 178 | Појединачна домаћинства без икаквих услова                                                       | 223      |
| 179 | Појединачна домаћинства која имају радио                                                         | 6209     |
| 180 | Појединачна домаћинства која имају телевизор                                                     | 10104    |
| 181 | Појединачна домаћинства која имају фрижидер                                                      | 9569     |
| 182 | Појединачна домаћинства која имају машину за веш                                                 | 6869     |
| 183 | Појединачна домаћинства која имају аутомобил или комби                                           | 4443     |
| 184 | Појединачна домаћинства која имају рачунар                                                       | 1380     |
| 185 | Појединачна домаћинства која имају фиксну телефонску линију                                      | 2354     |
| 186 | Појединачна домаћинства која имају мобилни телефон                                               | 6501     |
| 187 | Појединачна домаћинства која имају приступ интернету                                             | 717      |